# موگرزبری
موگرزبری (به انگلیسی: Maugersbury) یک روستا و محله مدنی در بریتانیا است که در Cotswold واقع شده‌است. موگرزبری ۱۴۹ نفر جمعیت دارد.